# Liste der Biografien/Boul
Liste der Biografien |
Portal Biografien |
Personensuche
# |
A |
B |
C |
D |
E |
F |
G |
H |
I |
J |
K |
L |
M |
N |
O |
P |
Q |
R |
S |
T |
U |
V |
W |
X |
Y |
Z |
?
 
Ba |
Be |
Bd |
Bg |
Bh |
Bi |
Bj |
Bl |
Bm |
Bn |
Bo |
Br |
Bs |
Bu |
Bw |
By |
Bz
 
Boa–Boc |
Bod |
Boe |
Bof |
Bog |
Boh |
Boi–Bok |
Bol |
Bom |
Bon |
Boo |
Bop |
Boq |
Bor |
Bos |
Bot |
Bou |
Bov–Boz
 
Boua |
Boub |
Bouc |
Boud |
Boue |
Bouf |
Boug |
Bouh |
Boui |
Bouj |
Bouk |
Boul |
Boum |
Boun |
Boup |
Bouq |
Bour |
Bous |
Bout |
Bouu |
Bouv |
Bouw |
Boux |
Bouy |
Bouz
Die Liste der Biografien führt alle Personen auf, die in der deutschsprachigen Wikipedia einen Artikel haben. Dieses ist eine Teilliste mit 160 Einträgen von Personen, deren Namen mit den Buchstaben „Boul“ beginnt.

## Boul

### Boula
- Boulad, Henri (1931–2023), ägyptisch-libanesischer Jesuit, Mystiker und Buchautor
- Bouladoux, Robert (1916–1966), französischer Filmarchitekt
- Boulaghmal, Ismail (* 1976), deutscher Produzent, Keyboarder, DJ, Künstler und Berater
- Boulahrouz, Khalid (* 1981), niederländischer FußballspielerKhalid Boulahrouz (* 1981)

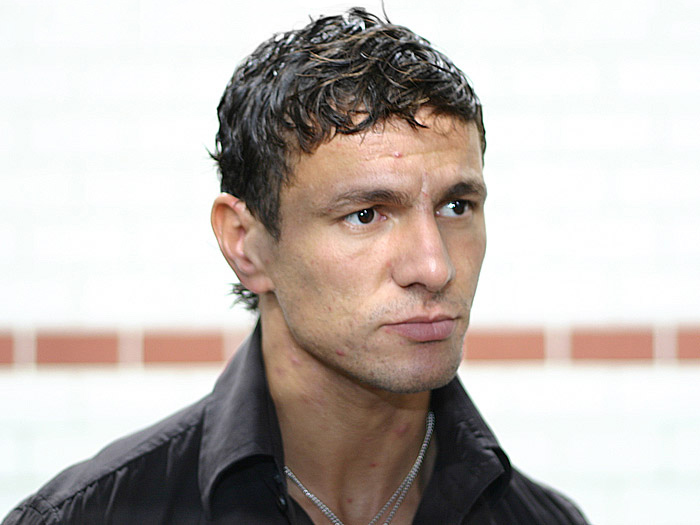
Khalid Boulahrouz (* 1981)

- Boulahrouz, Sabia (* 1978), türkisch-deutsches Model und Tänzerin
- Boulahsa, Meriem (* 1992), algerische Sprinterin
- Boulainvilliers, Anne Gabriel de (1724–1798), französischer Magistrat
- Boulainvilliers, Henri de (1658–1722), französischer Historiker, Philosoph und Astrologe
- Boulais, Isabelle (* 2000), kanadische Tennisspielerin
- Boulais, Justin (* 2001), kanadischer Tennisspieler
- Boulakhov, Anton (* 1988), israelischer Eishockeyspieler
- Boulala, Ali (* 1979), schwedischer Skateboarder
- Boulami, Brahim (* 1972), marokkanischer Hindernisläufer
- Boulami, Khalid (* 1969), marokkanischer Langstreckenläufer
- Boulan, Emile (1874–1947), französischer Romanist
- Bouland, Sven (* 2006), niederländischer Fußballspieler
- Boulangeat, Méryll (* 1986), französische Freestyle-Skisportlerin
- Boulanger, Auguste (1866–1923), französischer Angewandter Mathematiker und Professor für Mechanik
- Boulanger, Aurélia (* 1995), französische Triathletin
- Boulanger, Daniel (1922–2014), französischer Drehbuchautor, Schauspieler und Schriftsteller
- Boulanger, Ernest (1815–1900), französischer Komponist und Hochschullehrer
- Boulanger, Eugen (1876–1947), Bürgermeister von Mosbach (1924–1933)
- Boulanger, François-Joseph (1819–1873), belgischer Vedutenmaler
- Boulanger, Georges (1837–1891), französischer General
- Boulanger, Georges (1893–1958), rumänischer Violinist, Dirigent und Komponist
- Boulanger, Gustave (1824–1888), französischer Maler
- Boulanger, Guy (* 1963), kanadischer Geistlicher und römisch-katholischer Bischof von Rouyn-Noranda
- Boulanger, Jakob (1897–1968), deutscher Widerstandskämpfer und KPD-Funktionär
- Boulanger, Jean-Claude (* 1945), französischer Geistlicher, emeritierter römisch-katholischer Bischof von Bayeux
- Boulanger, Jules Joseph (1822–1868), belgischer Porträt- und Genremaler
- Boulanger, Laurent (1931–2008), belgischer Karambolagespieler und Weltmeister
- Boulanger, Lili (1893–1918), französische KomponistinLili Boulanger (1893–1918)

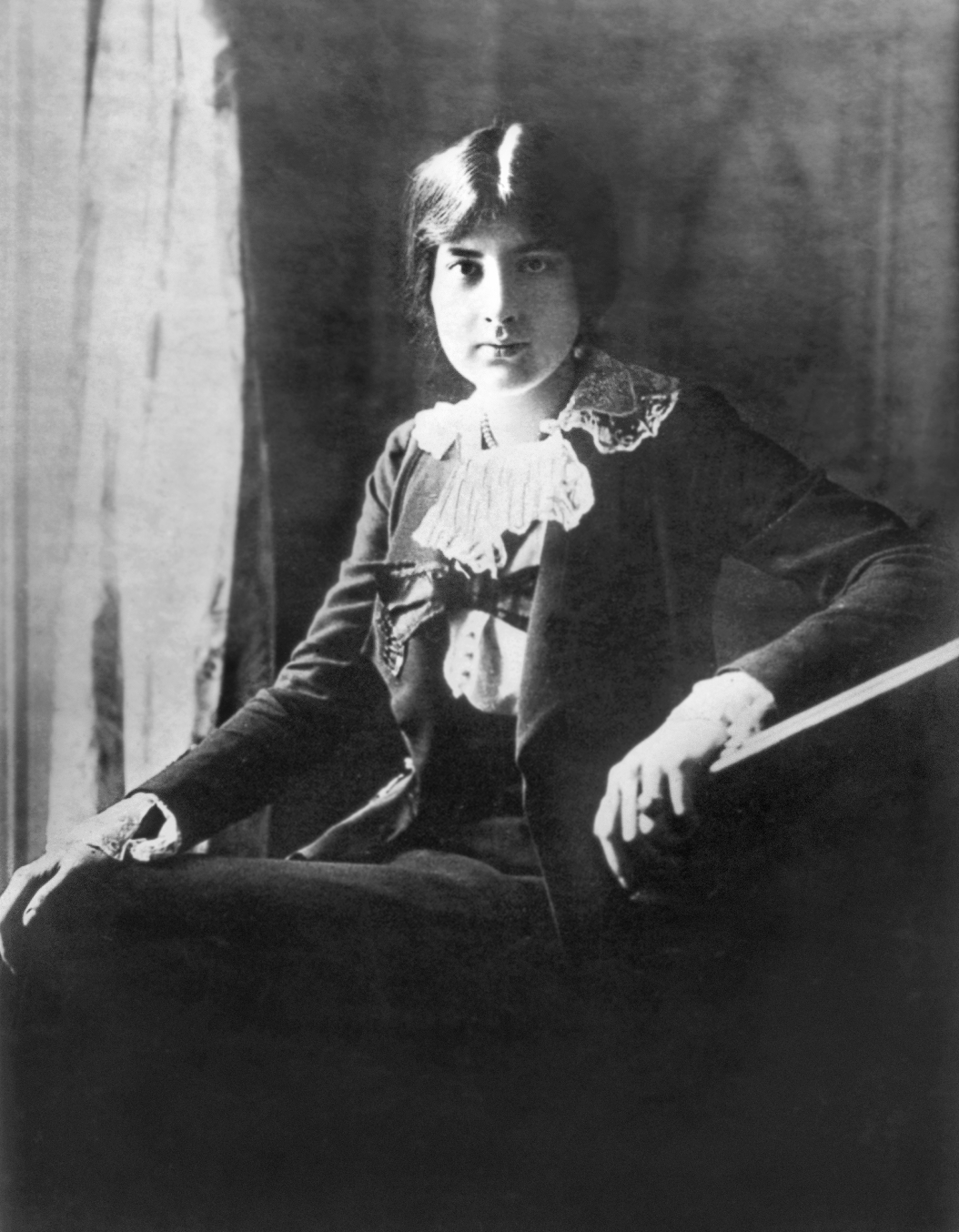
Lili Boulanger (1893–1918)

- Boulanger, Louis (1806–1867), französischer Maler
- Boulanger, Lucile (* 1986), französische Schauspielerin und Gambistin
- Boulanger, Mousse (1926–2023), Schweizer Schriftstellerin und Hörfunkjournalistin
- Boulanger, Nadia (1887–1979), französische Musikpädagogin, Komponistin und DirigentinNadia Boulanger (1887–1979)

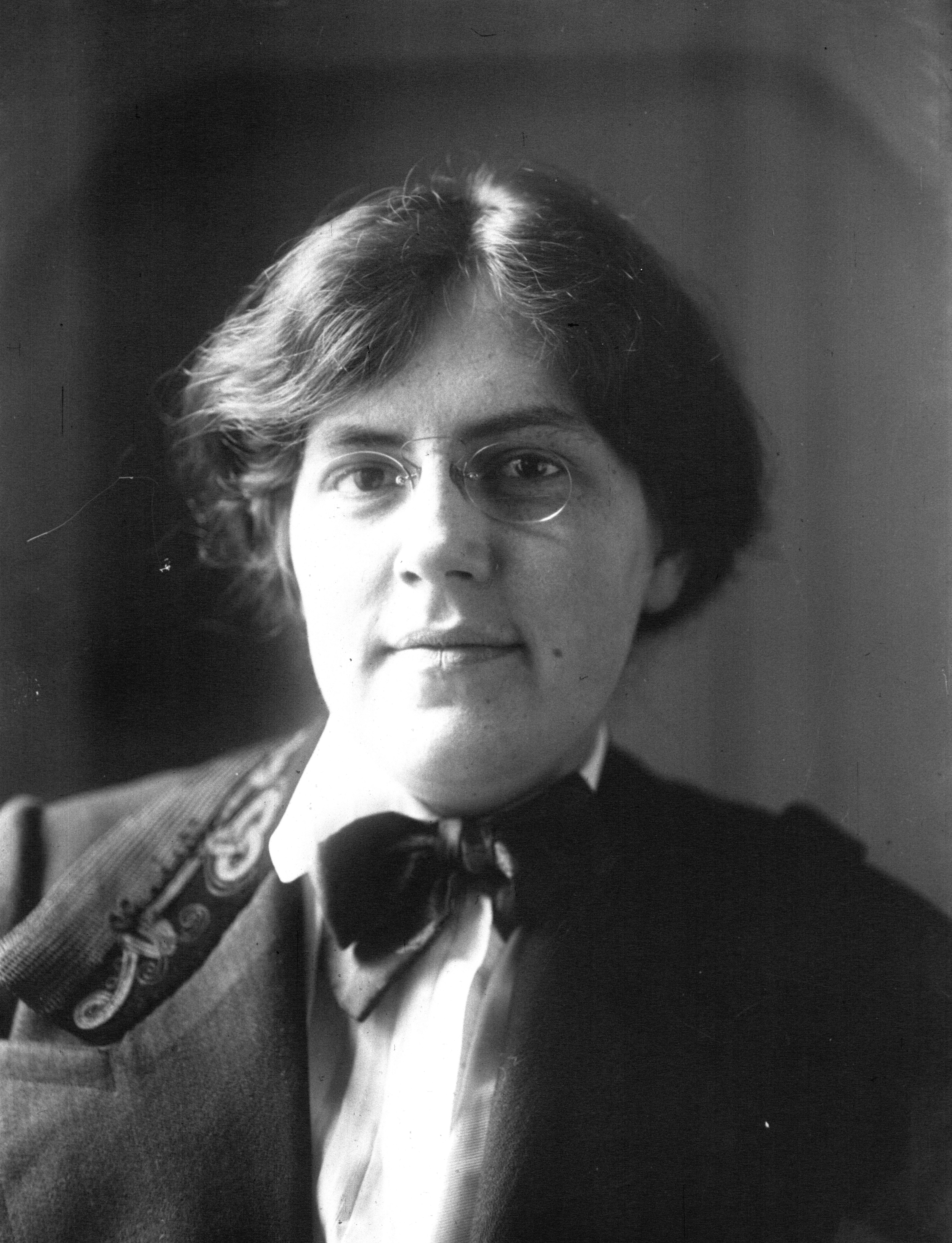
Nadia Boulanger (1887–1979)

- Boulanger, Nicolas Antoine (1722–1759), französischer Ingenieur, Wissenschaftler, Linguist, philosophischer Historiker und Enzyklopädist
- Boulanger, Pierre (* 1987), französischer Schauspieler
- Boulanger, Pierre-Jules (1885–1950), französischer Manager
- Boulanger, René (1895–1949), französischer Turner
- Boulard, Émilie (* 1999), französische Rugby-Union-Spielerin
- Boulard, Jean-Pierre (* 1942), französischer Radsportler, nationaler Meister im Radsport
- Boularès, Habib (1933–2014), tunesischer Journalist, Schriftsteller und Politiker
- Boulart, Jean-François (1776–1842), französischer General der Artillerie
- Boulash, Bimini Bon (* 1993), britische Dragqueen
- Boulat, Alexandra (1962–2007), französische Fotografin
- Boulay de la Meurthe, Antoine Jacques Claude Joseph (1761–1840), französischer Staatsmann
- Boulay de la Meurthe, Henri Georges (1797–1858), französischer Staatsmann
- Boulay, Isabelle (* 1972), frankokanadische Pop- und Chanson-Sängerin
- Boulay, Joséphine (1869–1925), französische Organistin, Komponistin und Musikpädagogin
- Boulay, Sylvain (* 1955), französischer Autorennfahrer
- Boulay-Paty, Évariste (1804–1864), französischer romantischer Dichter
- Boulaya, Farid (* 1993), algerisch-französischer Fußballspieler
- Boulaye, Agathe de la (* 1972), französische SchauspielerinAgathe de la Boulaye (* 1972)

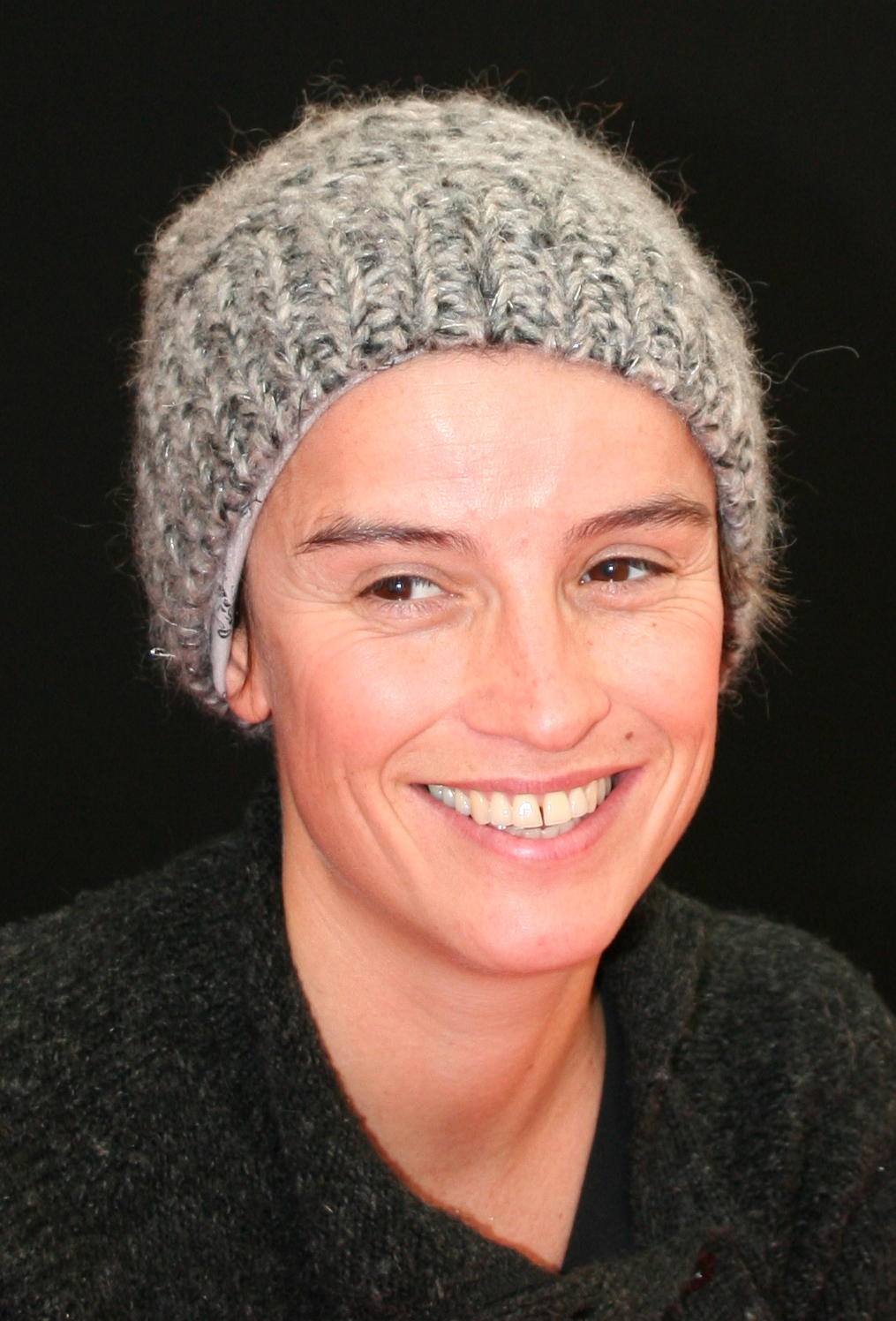
Agathe de la Boulaye (* 1972)

- Boulaz, Loulou (1908–1991), Schweizer Alpinistin, Extrembergsteigerin, Skirennfahrerin

### Boulb
- Boulbon, Edmond (1817–1883), französischer Trappist, Prämonstratenserabt und Klostergründer
- Boulboullé, Carla (* 1943), deutsche Politikerin (SPD, parteilos), MdL
- Boulboullé, Erna (1919–1999), deutsche Buchhändlerin und Malerin

### Boulc
- Boulc’h, Marguerite (1891–1951), französische Chansonsängerin und Schauspielerin

### Bould
- Bould, Steve (* 1962), englischer Fußballspieler
- Bouldin, James (1792–1854), US-amerikanischer Politiker
- Bouldin, Thomas (1781–1834), US-amerikanischer Politiker
- Boulding, Kenneth Ewart (1910–1993), US-amerikanischer Wirtschaftswissenschaftler
- Boulduc, Gilles-François (1675–1741), französischer Chemiker

### Boule
- Boule, Marcellin (1861–1942), französischer Paläontologe, Paläoanthropologe und Geologe
- Bouleau, Gilles (* 1962), französischer Fernsehjournalist
- Boulenaz, Charles († 1894), Schweizer Architekt, Bauunternehmer und Politiker
- Boulenaz, Nelly, Schweizer Basketballspielerin
- Boulenger, Edward George (1888–1946), britischer Herpetologe und Direktor des Londoner Zoo-Aquariums
- Boulenger, George Albert (1858–1937), britischer Zoologe, Herpetologe und Ichthyologe
- Boulenger, Hippolyte (1837–1874), belgischer Landschaftsmaler
- Boulenger, Jacques (1879–1944), französischer Romanist, Mediävist, Literaturgeschichtler, Literaturkritiker, Sprachpurist und Schriftsteller
- Boulenger, Marcel (1873–1932), französischer Fechter und Schriftsteller
- Boulerice, Alexandre (* 1973), kanadischer Politiker
- Boulerice, Jesse (* 1978), US-amerikanischer Eishockeyspieler
- Boulesteix, Anne-Laure (* 1979), französische Ingenieurin und Mathematikerin
- Boulestin, Marcel (1878–1943), französischer Koch, erster Fernsehkoch
- Boulestin, Monique (* 1951), französische Politikerin (Parti socialiste), Mitglied der Nationalversammlung
- Boulet, Jean (1920–2011), französischer Testpilot
- Boulet, Paul (1894–1982), französischer Politiker
- Boulet, Timothy (* 1998), vanuatuischer Fußballspieler
- Boulette, Michael (* 1950), US-amerikanischer Geistlicher und römisch-katholischer Weihbischof in San Antonio
- Boulevard Bou (* 1972), türkischer DJ, Rap-Produzent und Mix-Engineer
- Bouley, Albert (1949–2013), deutscher Koch
- Bouley, Gil (1921–2006), US-amerikanischer American-Football-Spieler
- Boulez, Pierre (1925–2016), französischer Komponist, Dirigent und MusiktheoretikerPierre Boulez (1925–2016)

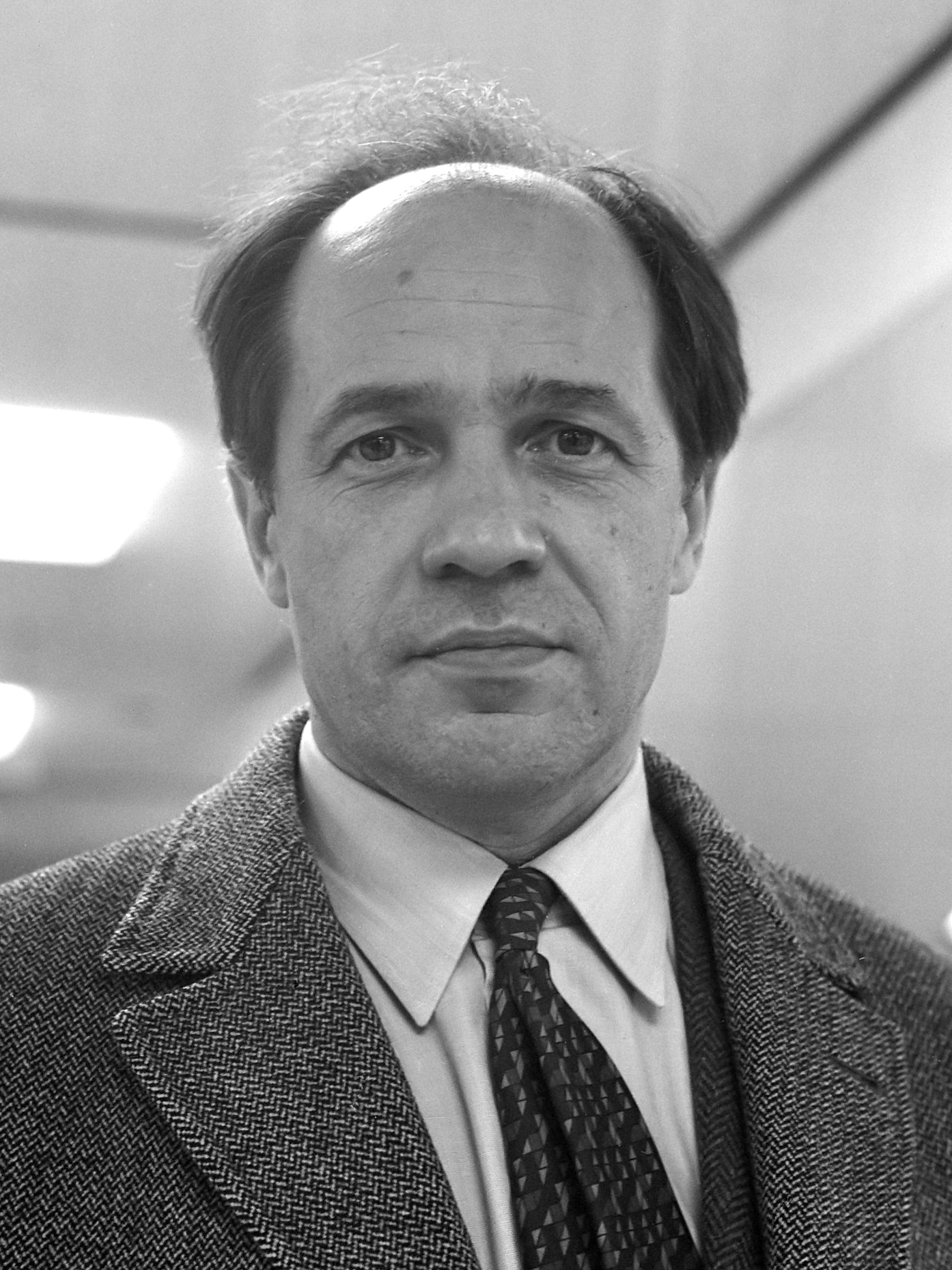
Pierre Boulez (1925–2016)

### Boulg
- Boulgarides, Theodoros (1964–2005), griechischer Einzelhändler, Opfer des Nationalsozialistischen Untergrunds
- Boulger, George Simonds (1853–1922), britischer Botaniker

### Boulh
- Boulhan Houssein, Nimo, dschibutische Politikerin

### Bouli
- Bouliane, Denys (* 1955), kanadischer Komponist
- Bouliar, Marie-Geneviève (1762–1825), französische Malerin des Klassizismus
- Boulicault, John (1906–1985), US-amerikanischer Radrennfahrer
- Bouliers, François de († 1591), französischer römisch-katholischer Geistlicher, Diplomat und Bischof
- Bouligny, Charles Dominique Joseph (1773–1833), US-amerikanischer Politiker (Demokratisch-Republikanische Partei)
- Bouligny, John Edward (1824–1864), US-amerikanischer Politiker
- Boulila, Majida (1931–1952), tunesische Aktivistin
- Boulin, Robert (1920–1979), französischer Minister

### Boull
- Boullan, Joseph-Antoine (1824–1893), französischer Priester
- Boulland, Philippe (* 1955), französischer Politiker (UMP), MdEP
- Boullata, Kamal (1942–2019), christlich-palästinensischer Künstler und Kunsthistoriker
- Boullay, Pierre-François-Guillaume (1777–1869), französischer Apotheker und Chemiker
- Boulle, André-Charles (1642–1732), französischer Möbeltischler
- Boulle, Nicholas (* 1989), US-amerikanisch-britischer Rennfahrer, Athlet, Unternehmer und Juwelier
- Boulle, Pierre (1912–1994), französischer SchriftstellerPierre Boulle (1912–1994)

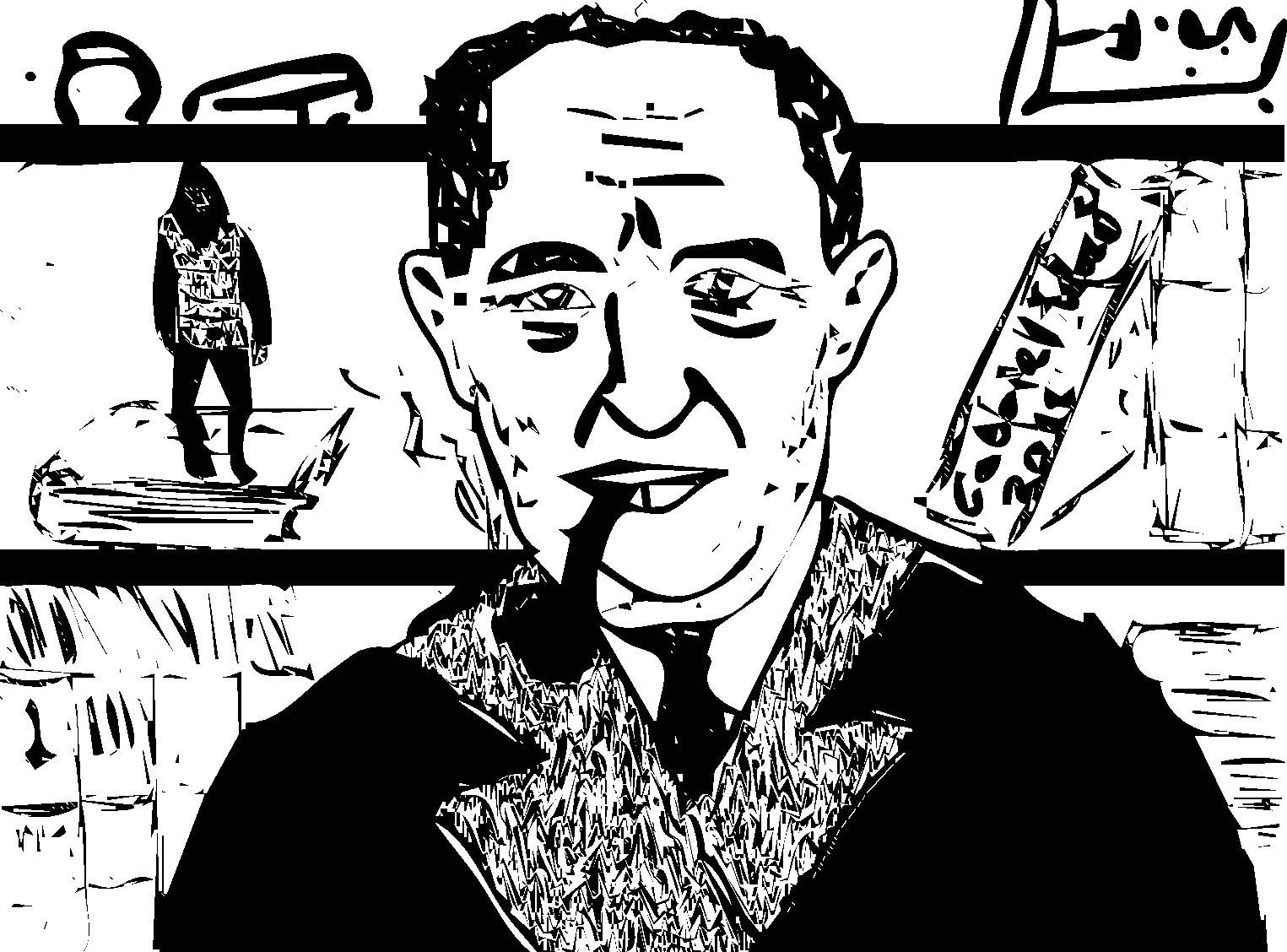
Pierre Boulle (1912–1994)

- Boulleau, Laure (* 1986), französische Fußballspielerin
- Boullée, Auguste Aimé (1795–1870), französischer Historiker
- Boullée, Étienne-Louis (1728–1799), französischer Architekt
- Boullenois, Louis (1680–1762), französischer Jurist und Schriftsteller
- Boullet, Billie (* 2005), britische Schauspielerin
- Boulley, Angeline (* 1966), US-amerikanische Schriftstellerin
- Boullianne, Bill (* 1965), US-amerikanischer Beachvolleyballspieler
- Boulliau, Ismael (1605–1694), französischer Astronom
- Boullier, Auguste (1832–1898), französischer Politiker und Geschichtsforscher
- Boullier, Éric (* 1973), französischer Motorsport-Ingenieur
- Boullion, Jean-Christophe (* 1969), französischer Formel-1-Rennfahrer
- Boulloche, Agnès (* 1951), französische Malerin und bildende Künstlerin
- Boulloche, André (1915–1978), französischer Politiker (PS), Mitglied der Nationalversammlung
- Boullogne, Bon (1649–1717), französischer Maler
- Boullogne, Louis († 1674), französischer Maler
- Boullogne, Louis de (1654–1733), französischer Maler
- Boullosa, Carmen (* 1954), mexikanische Schriftstellerin, Lyrikerin und Theaterautorin

### Boulm
- Boulmerka, Hassiba (* 1968), algerische Leichtathletin

### Bouln
- Boulnois, Joseph (1884–1918), französischer Komponist und Organist

### Boulo
- Boulo, Matthieu (* 1989), französischer Cyclocross- und Straßenradrennfahrer
- Boulogne, Ari (* 1962), französischer Fotograf, Schauspieler und Autor
- Boulogne, Georges (1917–1999), französischer Fußballtrainer und Verbandsfunktionär
- Boulogne, Guy de († 1373), Erzbischof von Lyon und Kardinal
- Boulogne, Jacques (* 1945), französischer Gräzist
- Boulogne, Valentin de (1591–1632), französischer Maler
- Boulos, Guilherme (* 1982), brasilianischer Politiker, Aktivist und Autor
- Boulos, Loutfy (1932–2015), ägyptischer Botaniker
- Boulos, Massad (* 1971), libanesisch-US-amerikanischer GeschäftsmannMassad Boulos (* 1971)

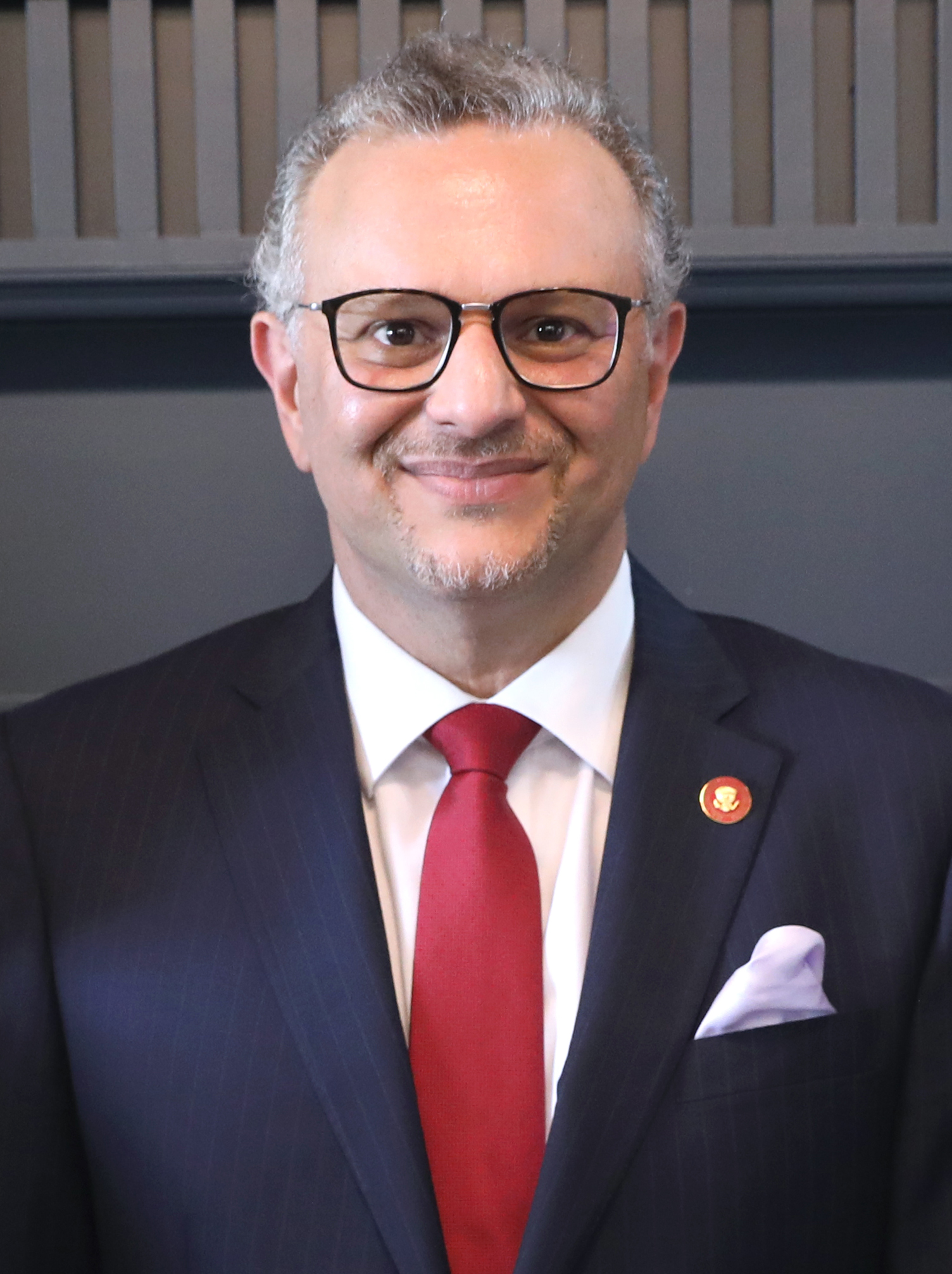
Massad Boulos (* 1971)

- Boulos, Reginald (* 1956), haitianischer Geschäftsmann und Politiker
- Bouloudinats, Chouaib (* 1987), algerischer Boxer
- Bouloux, Robert (* 1947), französischer Radrennfahrer

### Boult
- Boult, Adrian (1889–1983), britischer Dirigent
- Boult, Trent (* 1989), neuseeländischer Cricketspieler
- Boultbee, Gardner (1907–1980), kanadischer Segler
- Boultbee, John (1753–1812), britischer Pferdemaler
- Boultbee, John (1799–1854), englischer Wal- und Robbenfänger
- Boulter, Beau (* 1942), US-amerikanischer Politiker
- Boulter, Katie (* 1996), britische Tennisspielerin
- Boulting, Ingrid (* 1947), südafrikanische Schauspielerin und Model
- Boulting, John (1913–1985), britischer Filmproduzent, Regisseur und Drehbuchautor
- Boulting, Roy (1913–2001), britischer Filmproduzent, Drehbuchautor und Filmregisseur
- Boulton, Andy (* 1973), englischer Dartspieler
- Boulton, Charles Arkoll (1841–1899), kanadischer Offizier und Politiker
- Boulton, Colin (* 1945), englischer Fußballspieler
- Boulton, Eric (* 1976), kanadischer Eishockeyspieler und -scout
- Boulton, Isaac Watt (1823–1899), britischer Ingenieur und Gründer des Lokomotiven-Vermietungsgeschäfts Boulton's Siding
- Boulton, James (1910–1990), britischer Autorennfahrer
- Boulton, Kenneth O. (* 1962), US-amerikanischer Pianist und Musikpädagoge
- Boulton, Lucy (* 1986), britische Volleyball- und Beachvolleyballspielerin
- Boulton, Marjorie (1924–2017), britische Literaturwissenschaftlerin und Schriftstellerin
- Boulton, Matthew (1728–1809), englischer Ingenieur und Unternehmer
- Boulton, William (1812–1874), kanadischer Anwalt, Politiker Bürgermeister von Toronto

### Boulu
- Boulus, Sargon (1944–2007), irakisch-assyrischer Poet und Autor von Kurzgeschichten

### Boulv
- Boulvin, Dorian (* 1997), belgischer Leichtathlet

### Bouly
- Bouly, Aurélien (* 1978), französischer Jazz- und Fusionmusiker (Gitarre, Drumcomputer)
- Bouly, Léon Guillaume (1872–1932), französischer Erfinder